# Michael Arden
Michael Jerrod Moore (Midland, Midland megye, 1982. október 6.), ismertebb nevén Michael Arden, kétszeres Tony-díjas amerikai színész, zenész és rendező.

## Fiatalkora
Fiatalon elvesztette a szüleit, így a nagyszülei nevelték fel Midland, Texasban. Négy évesen kezdett el érdeklődni a színészet iránt.
Ösztöndíjat kapott a Juilliard Schoolba, ahol 2001-től tanult. Azonban 2003-ban elhagyta az iskolát, hogy csatlakozhasson a Big River musical Broadway produkciójához.

## Karrier
Arden Tom Sawyerként debütált a Broadway-n 2003-ban a Big River című előadásban. 2004-ben a Bare: a Pop Opera Off-Broadway produkciójában játszotta Petert. A Pippin-ben a címszerepet játszotta 2004 novemberében az AIDS világnapi Broadway adománygyűjtő koncerten.
Arden egyéb színházi szerepei közé tartoznak: God of Vengeance, Falsettoland, Tom Jones' Harold and Maude, West Side Story, Songs for a New World, The Common Pursuit és The Winter's Tale.
2014 októberében Arden az új A Notre Dame-i toronyőr című musicalben játszotta Quasimodo szerepét. A szerepet 2014 október 26-tól 2015 április 5-ig játszotta.
Arden rendezte a Tavaszébredés című musical 2015-ös Deaf West Broadway revival előadását. Az új koncepció szerint a darabban a szereplők egy része siket, akiket siket vagy nagyothalló színészek alakítanak. Ezeknek a karaktereknek van egy "hangjuk", akik beszélnek és énekelnek a siket színészek helyett, illetve ők képzik a zenekart is. A produkcióban így egyszerre használnak Amerikai Jelnyelvet és angol nyelvet. Az új ötlet Arden férjétől, Andy Mientustól származik, aki a darabban Hänschent alakítja. Arden több interjúban is említette, hogy minden jó ötlete a férjétől származik. Az előadás egy kis 99 fős színházban kezdődött, és az alkotók álmukban sem hitték volna, hogy valaha eljutnak a Broadwayra. Azonban ez mégis bekövetkezett 2015 szeptemberétől 2016 január 24-ig. Ardent a csodálatos rendezéséért Tony-díjra jelölték 2016-ban.
2016 augusztusában Arden a My Fair Lady című darabot rendezte New Yorkban. Rendezései közé tartozik még a The Pride és a Merrily We Roll Along.
2018-ban újabb Tony jelölést kapott a Once on This Island című musical Broadway revival-ének rendezéséért. A darab 2017 december 3-án nyitott és 2019 január 6-ig futott a Broadway-n, és számos díjat nyert el, többek között a legjobb revival-ért járó Tony-t. Az előadás nagyon különleges, ugyanis a színpad igazi homokkal van felszórva, ezzel is autentikusabbá téve a környezetet. E mellett a darabban élő kecskék és csirkék is megjelennek. Arden rendezői tehetségére és precizitására utal, hogy a darab nyitása előtt elutazott Haiti-re, hogy inspirációt gyűjtsön, a lehető legtökéletesebb színházi élmény biztosítása érdekében.
Ezután Arden 2018 júliusában megrendezte az Anniet.
Színházi munkássága mellett Arden számos filmben és televíziós sorozatban is feltűnik.

## Magánélete
Meleg, először az angoltanárának coming out-olt, azonban több időbe telt elmondania a szigorúan vallásos nagyszüleinek.
2016. augusztus 18-án Angliában házasodott össze Andy Mientusszal. 2006. október 26-án találkoztak először a The Times They Are A-Changin’ című darab Broadway-bemutatóján, amiben Arden játszott.
2010. november 14-e óta vannak együtt. 2014. június 23-án ugyanazon a napon tervezték megkérni egymás kezét.

## Filmográfia

### Film
| Év   | Magyar cím                  | Eredeti cím                   | Szerep           | Magyar hang  |
| ---- | --------------------------- | ----------------------------- | ---------------- | ------------ |
| 2006 | Az ügynökség                | The Good Shepherd             | Pinafore színész |              |
| 2009 | A csajok háborúja           | Bride Wars                    | Kevin            | Tokaji Csaba |
| 2009 |                             | The Cave Movie                | Sam              |              |
| 2011 |                             | Nurse Jackée (rövidfilm)      | Gabe             |              |
| 2011 | Forráskód                   | Source Code                   | Derek Frost      | Haagen Imre  |
| 2012 | Timothy Green különös élete | The Odd Life of Timothy Green | Doug Wert        |              |
| 2016 |                             | So B. It                      | Elliot           |              |

### Televízió
| Év        | Magyar cím               | Eredeti cím                 | Szerep                   | Megjegyzések |
| --------- | ------------------------ | --------------------------- | ------------------------ | ------------ |
| 2006      | Gyilkos számok           | Numb3rs                     | Whitley                  | 1 epizód     |
| 2006      | A Grace klinika          | Grey's Anatomy              | Neal Hannigan            | 1 epizód     |
| 2008      | Divatdiktátorok          | Cashmere Mafia              | Denis                    | 1 epizód     |
| 2008      |                          | The Return of Jezebel James | Buddy                    | 3 epizód     |
| 2009      | Dr. Csont                | Bones                       | Harold Prescott          | 1 epizód     |
| 2009      | A főnök                  | The Closer                  | James Clark              | 1 epizód     |
| 2009      | A királyság              | Kings                       | Joseph Lasile            | 3 epizód     |
| 2010      | Elfelejtve               | The Forgotten               | James Poole              | 1 epizód     |
| 2011      | Dzsungeldokik            | Off The Map                 | Pher                     | 2 epizód     |
| 2011      | A férjem védelmében      | The Good Wife               | Finn                     | 1 epizód     |
| 2011      | Felejthetetlen           | Unforgettable               | Joe Williams             | 1 epizód     |
| 2012–2014 | Nyugi, Charlie!          | Anger Management            | Patrick                  | főszereplő   |
| 2012      |                          | GCB                         | Steve Stuart tiszteletes | 2 epizód     |
| 2012      | A mentalista             | The Mentalist               | Evan Kress               | 1 epizód     |
| 2012      | Jackie nővér             | Nurse Jackie                | Gabe                     | 1 epizód     |
| 2012      | Luxusdoki                | Royal Pains                 | Homer                    | 1 epizód     |
| 2019      | A káprázatos Mrs. Maisel | The Marvelous Mrs. Maisel   | Milken Prince            | 3 epizód     |

## Színház

### Színészként
| Év      | Cím                                                   | Szerep           |
| ------- | ----------------------------------------------------- | ---------------- |
| 2003    | Big River                                             | Tom Sawyer       |
| 2004    | Bare: a Pop Opera                                     | Peter Simonds    |
| 2005    | Pippin                                                | Pippin           |
| 2005    | Swimming in the Shallows                              | Nick             |
| 2005    | The Secret Garden                                     | Dickon           |
| 2006    | The Times They Are A-Changin'                         | Coyote           |
| 2007    | Ace                                                   | John Robert      |
| 2014-15 | The Hunchback of Notre Dame (A Notre Dame-i toronyőr) | Quasimodo        |
| 2019    | King Lear (Lear király)                               | Aide to Cornwall |

### Rendezőként
| Év      | Cím                              | Megjegyzés          |
| ------- | -------------------------------- | ------------------- |
| 2008    | A Tale of Two Cities             | rendező asszisztens |
| 2014-16 | Spring Awakening (Tavaszébredés) | Deaf West, Broadway |
| 2016    | My Fair Lady                     |                     |
| 2016    | Merrily We Roll Along            |                     |
| 2017    | The Pride                        |                     |
| 2017-19 | Once on This Island              | Broadway            |
| 2018    | Annie                            |                     |
| 2019    | Maybe Happy Ending               |                     |

## Fordítás
- Ez a szócikk részben vagy egészben  a   Michael Arden című angol Wikipédia-szócikk ezen változatának fordításán alapul.  Az eredeti cikk szerkesztőit annak laptörténete sorolja fel. Ez a jelzés csupán a megfogalmazás eredetét és a szerzői jogokat jelzi, nem szolgál a cikkben szereplő információk forrásmegjelöléseként.